# Багдадский диалект арабского языка
Багдадский диалект арабского языка (араб. اللهجة البغدادية‎) — одна из разновидностей иракского (месопотамского) арабского языка, на которой говорят жители столицы Ирака Багдада. В функциональном плане наибольшее значение из иракских диалектов имеет именно багдадский говор.

## Распространение
Gilit-диалекты, к которым принадлежит багдадский, образовались в результате длительной миграции носителей восточноаравийских бедуинских диалектов. Из них выделяют северные (в том числе и багдадский) и южные диалекты (к ним относятся, например, диалект Наджафа и диалект иранского Хузестана). Диалекты это группы распространены среди суннитов и шиитов в центральном и южном Ираке. В северном Ираке на них говорит неосёдлое мусульманское население, тогда как городские мусульмане и религиозные меньшинства говорят на qəltu-диалектах, к ним же относится говор евреев и христиан Багдада.

## Фонетика
В багдадском мусульманском арабском /p, t͡ʃ/ являются стабильными фонемами, вошедшими в состав языка с заимствованиями. Для их обозначения могут применять буквы پ и چ алфавита фарси. Кроме того, звук /k/ переходит в /t͡ʃ/ при передних гласных, особенно в сельских диалектах (там же /g/ > /d͡ʒ/), в городском багдадском же часто сохраняется под влиянием стандартного арабского. Звук /dˤ/ перешёл в /ðˤ/. В окружении эмфатических согласных появились фонемы /rˤ, ɫ/. Гортанная смычка /ʔ/ сохранилась в багдадском городском, но в сельских часто заменяется глайдом /j/. Звук /q/ в подавляющем большинстве слов перешёл в /g/.
|               |               | Лабиал. | Эмфатич. | Эмфатич. | Неэмфатич. | Неэмфатич. | Палато-альвеол. | Палатал. | Веляр. | Увуляр. | Фарингал. | Глоаттл. |
| Зубные        | Альвеол.      | Лабиал. | Альвеол. | Зубные   |            |            | Палато-альвеол. | Палатал. | Веляр. | Увуляр. | Фарингал. | Глоаттл. |
| ------------- | ------------- | ------- | -------- | -------- | ---------- | ---------- | --------------- | -------- | ------ | ------- | --------- | -------- |
| Назальные     | Назальные     | m       |          |          | n          |            |                 |          |        |         |           |          |
| Взрывные      | Глухие        | p       | tˤ       | tˤ       | t          | t          |                 |          | k g    | q       |           | (ʔ)      |
| Взрывные      | Звонкие       | b       |          |          | d          | d          |                 |          |        |         |           |          |
| Фрикативные   | Звонкие       |         | ðˤ       | ðˤ       | z          | ð          | (ʒ)             | d͡ʒ       | ɣ~ʁ    | ɣ~ʁ     | ʕ~ʢ       |          |
| Фрикативные   | Глухие        | f       |          | sˤ       | s          | θ          | ʃ               | t͡ʃ       | x      | x       | ħ         | h        |
| Аппроксиманты | Аппроксиманты |         |          | ɫ        | l          |            |                 | j        | w      |         |           |          |
| Дрожащие      | Дрожащие      |         |          | rˤ       | r          |            |                 |          |        |         |           |          |

В багдадском диалекте пять долгих гласных (/a:, i:, u:, e:, o:/) и два дифтонга (/aw, aj/). Краткие гласные /a, i, u/. Если гласная /a/ почти всегда соответствует литературному /a/, то с /i, u/ ситуация более запутанная. Раличают "i-среду" (когда гласную окружают велярные, увулярные, фарингальные, глоттальные, эмфатические и губные согласные) и "i-среду" (когда перечисленные согласные не находятся рядом с гласной), в которых литературные гласные /i, u/ переходят в багдадские: xubuz, sˤudug, θiliθ, isim < xubzun, sˤidqun, θulθun, ismun. Так же ведёт себя /a/ в ударном открытом слоге: simat͡ʃ, busˤal, diras, ðˤurab < samakun, basˤalun, darasa, dˤaraba. Реже краткие гласные остаются на местах по образцу стандартного арабского.

## Морфология

### Местоимения
Для речи большинства носителей городского багдадского диалекта характерно отсутствие различения родов во множественном числе, но сельские gilit-диалекты такое различие часто сохраняют.
Общим указательным местоимением является ha, оно употребляется для всех родов и чисел. Во множественном числе для обоих родов употребляется местоимение (ha)ðo:l(a). В единственном числе употребляются местоимения ha:ða (муж.), ha:ði, ha:j(a) (жен.). Для женского рода множественного числа существует местоимение (ha)ðan(ni).
Указательные местоимения для удалённых объектов ("тот, та, те") следующие: (ha)ða:k(a) (муж. ед.), (ha)ði:t͡ʃ(i/ijja) (жен. ед.), ðo:k, (ha)ðol(a:k) (мн.ч.), ðo:l(a:k)um (мн. муж.), (ha)ðannit͡ʃ (мн. жен.).
Вопросительные местоимения следующие: min, minu, man (кто?), iʃ, ʃi, ʃinu, ʃini (что?), le:ʃ, luwwe:ʃ (почему?), ʃlo:n (как?), we:n (где?), ʃgad, biʃgad, be:ʃ, t͡ʃam, ʃkam (сколько?), be:ʃ (чем?), aj, ja (какой, который?), (i)ʃwakit (когда?).
В качестве относительного местоимения используется общее для всех родов и чисел illi. Оно может редуцироваться до il, l, li.
Для выражения принадлежности используется слово ma:l со слитными местоимениями. Это слово не согласуется по роду (т.е. формы ma:l- и ma:lat- равноправны), но согласуется по числу (мн.ч. — ma:la:t): il-kta:b ma:li/ma:lti «моя книга».
|      |      | Отдельные  | Отдельные     | Слитные       | Слитные     |
| Лицо | Лицо | Ед.ч.      | Мн.ч.         | Ед.ч.         | Мн.ч.       |
| ---- | ---- | ---------- | ------------- | ------------- | ----------- |
| 1-е  | 1-е  | آني ʔa:ni  | إحنا ʔiħna    | ـي -i/ja, -ni | ـنا -na     |
| 2-е  | муж. | إنت ʔinta  | إنتو ʔintu    | ـك -ak        | ـكم -kum    |
| 2-е  | жен. | إنتي ʔinti | (إنتن ʔintan) | ـچ -itʃ       | (ـچن -tʃan) |
| 3-е  | муж. | هو huwwa   | هم humma      | ـه -e, a      | ـهم -hum    |
| 3-е  | жен. | هي hijja   | (هن hinna)    | ـها -ha       | (ـهن -hin)  |

### Глагол

#### Формы
В багдадском диалекте основные литературные формы (прошедшее и настояще-будущее время) сохранены. Для выражения дополнительных оттенков значений используются:
- Частица ra:ħ/ħa с глаголом в настоящем времени для выражения будущего времени (~ лит. sawfa)
- С тем же значение причастие rajiħ
- Частица da с глаголом в настоящем времени для обозначения а) настоящего продолженного б) (с частицей ra:ħ) желания, намерения; При присоединении к форме 1-го лица ед.ч. сливается с приставкой (daktib «я (сейчас) пишу»). В южноиракских da соответствует d͡ʒa (с глаголом 1-го лица ед.ч. — d͡ʒajaktub)
- Частица d- с повелительным наклонением используется для усиления значения
- Глагол t͡ʃa: n/jku: n с причастием смыслового глагола для выражения прошедшего или будущего продолженного

#### Породы
В иракском арабском присутствуют все 10 пород литературного арабского.
Глаголы первой породы, имевшие шесть вариантов в классическом арабском, в иракском разделились по двум вариантам с гласными u или i (их распределение подчиняется законам о среде кратких гласных, описанным в разделе «Фонетика»). Некоторые глаголы сохранили гласную u в настоящем времени. У таких глаголов приставка огласуется i или u, у тех же, которые имеют u-среду, приставка огласуется только u: diras - jidrus/judrus, tˤubax - jutˤbux.
| Лицо | Род | Един.   | Множ.      |
| ---- | --- | ------- | ---------- |
| 1    | -   | kitabit | kitabna    |
| 2    | М   | kitabit | kitabtu    |
| 2    | Ж   | kitabti | (kitabtan) |
| 3    | М   | kitab   | kitbaw     |
| 3    | Ж   | kitbat  | (kitban)   |

| Лицо   | Род | Един.     | Множ.       |
| ------ | --- | --------- | ----------- |
| 1      | -   | ʔaktib    | niktib      |
| 2      | М   | tiktib    | tikitbu:n   |
| 2      | Ж   | tikitbi:n | (tikitban)  |
| 3      | М   | jiktib    | jikitbu:n   |
| 3      | Ж   | tiktib    | (tiktiban)  |
| Повел. | М   | iktib     | (i)kitbu:   |
| Повел. | Ж   | (i)kitbi: | ((i)kitban) |

| Лицо | Род | Един.   | Множ.      |
| ---- | --- | ------- | ---------- |
| 1    | -   | guʕadit | guʕadna    |
| 2    | М   | guʕadit | guʕadtu    |
| 2    | Ж   | guʕadti | (guʕadtan) |
| 3    | М   | guʕad   | guʕdaw     |
| 3    | Ж   | guʕdat  | (guʕdan)   |

| Лицо   | Род | Един.     | Множ.       |
| ------ | --- | --------- | ----------- |
| 1      | -   | ʔagʕud    | nugʕud      |
| 2      | М   | tugʕud    | tuguʕdu:n   |
| 2      | Ж   | tuguʕdi:n | (tuguʕdan)  |
| 3      | М   | jugʕud    | juguʕdu:n   |
| 3      | Ж   | tugʕud    | (tigʕudan)  |
| Повел. | М   | uguʕd     | (u)guʕdu:   |
| Повел. | Ж   | (u)guʕdi: | ((u)guʕdan) |

Из таблицы видно, что можно выделить семь групп форм: начальная форма (3 л. м.р. прош.), формы с окончаниями в 3 лице и в 1-2 лице проошешего времени, формы настоящего времени с окончаниями, формы настоящего времени без окончаний, повелительное наклонение мужского рода, остальные формы повелительного наклонения.
Спряжение глагола зависит от состава корня. У различных "неправильных" корней есть общие закономерности. Так, корни, оканчивающиеся на слабую букву (j, w) в формах без окончаний оканчиваются на -a, а при присоединении окончаний теряют её (кроме окончаний 1-2 лица прошедшего времени, где прибавляется -e: + окончание). В глаголах со второй слабой корневой она имеет вид соответствующей гласной в настоящем времени и повелительно наклонении, a: в 3-м лице прошедшего времени и -i в остальных формах прошедшего. Глаголы с начальной слабой в прошедшем спрягаются как правильные, в настоящем и повелительном имеют в начале дифтонг (o: при w, e: при j). Удвоенные глаголы (с совпадающими второй и третьей корневой) присоединяются окончания 1-2 лица прошедшего времени через e:.
Приставки настоящего времени t- и n- имеют вставную гласную -i-, если основа глагола начинается с двух и более согласных, иначе присоединяются без неё. Приставки a- и ji- не изменяются (кроме случая с начальными корневыми w/j, когда эти приставки имеют вид o:/e: и jo:/je:).
| Образцы спряжения некоторых глаголов | Образцы спряжения некоторых глаголов | Образцы спряжения некоторых глаголов | Образцы спряжения некоторых глаголов | Образцы спряжения некоторых глаголов | Образцы спряжения некоторых глаголов | Образцы спряжения некоторых глаголов | Образцы спряжения некоторых глаголов |
| Тип глагола                          | Прошедшее время                      | Прошедшее время                      | Прошедшее время                      | Настоящее время                      | Настоящее время                      | Повелительное наклонение             | Повелительное наклонение             |
| Тип глагола                          | 3 л. м.р.                            | 1 л. ед.ч.                           | 3.л. мн.ч.                           | 1 л. ед.ч.                           | 3 л. мн.ч.                           | м.р.                                 | мн.ч.                                |
| ------------------------------------ | ------------------------------------ | ------------------------------------ | ------------------------------------ | ------------------------------------ | ------------------------------------ | ------------------------------------ | ------------------------------------ |
| I 1-хамза                            | akal                                 | akalit                               | aklaw                                | a:kul                                | ja:klu:n                             | ukul                                 | uklu:                                |
| I удвон.                             | sadd                                 | saddit                               | saddaw                               | asidd                                | jisiddu:n                            | sidd                                 | siddu:                               |
| I 1-w                                | wugaf                                | wugafit                              | wugfaw                               | o:gaf                                | jo:gfu:n                             | o:gaf                                | o:gfu:                               |
| I 2-w                                | t͡ʃa:n                                | t͡ʃinit                               | t͡ʃa:naw                              | aku:n                                | jiku:nu:n                            | ku:n                                 | ku:nu:                               |
| I 3-w                                | nisa:                                | nise:t                               | nisaw                                | ansa:                                | jinsu:n                              | insa:                                | insu:                                |
| II                                   | dabbar                               | dabbarit                             | dabbiraw                             | adabbir                              | jidabbirun                           | dabbir                               | dabbiru:                             |
| III                                  | ba:waʕ                               | ba:waʕit                             | ba:wʕaw                              | aba:wiʕ                              | jiba:(w)ʕu:n                         | ba:wiʕ/ba:ʕ                          | ba:*w)ʕu:                            |
| IV                                   | aslam                                | aslamit                              | aslamaw                              | aslim                                | jislimu:n                            | aslim                                | aslimu:                              |